# W41
W41 (también conocido como SNR G023.3-00.3, Kes 70 y AJG 81) es un resto de supernova que se localiza en la constelación de Scutum.
Fue descubierto por Gart Westerhout en 1958 en el marco de un estudio de radiación continua en nuestra galaxia a 1390 MHz de frecuencia.

## Morfología
En banda de radio, W41 tiene la apariencia de una cáscara parcial asimétrica, casi superpuesta con el resto de supernova SNR G22.7-0.2, que se localiza al sur. Las observaciones con el VLA a 1420 MHz revelan que W41 tiene un tamaño angular de 36 × 30 minutos de arco.
Observaciones en el rango de TeV con el sistema estereoscópico de alta energía (H.E.S.S.) han permitido detectar a HESS J1834–087, una fuente brillante de 12 minutos de arco de diámetro cuya posición coincide con la de W41. Adicionalmente, las observaciones de XMM-Newton revelan una emisión difusa de rayos X coincidente con dicho objeto. La concordancia entre los datos de CO, la emisión de rayos X y las observaciones en el rango de TeV sugieren que esta emisión de rayos gamma se debe a la interacción entre el material de choque del resto de supernova y una nube molecular gigante.
Cabe señalar que en la imagen de rayos X blandos de W41, la mayor parte del campo es suave y de baja intensidad, mientras que en la de rayos X duros se aprecia una región brillante dentro de lo que es la extensión de HESS J1834-087.

## Remanente estelar
El púlsar PSR J1833-0827 se localiza en el lado norte aproximadamente a 10 minutos de arco del límite de W41. Su distancia cinemática (calculada por absorción de H I) de 4 - 5 kilopársecs y la distancia medida por dispersión de 5,7 kilopársecs, son comparables a la de  W41 —véase más abajo—. La edad característica del púlsar, 147 000 años, también concuerda con la edad de este resto de supernova, por lo que ambos objetos pueden estar vinculados. En cambio, el púlsar está a unos 20 minutos de arco de la fuente extendida de rayos gamma, por lo que no está asociado con HESS J1834-087.
El período de PSR J1833-0827 es de 85,3 ms.

## Distancia y edad
Según un estudio, W41 se encuentra a una distancia de la Tierra de 4000 ± 200 pársecs; otro trabajo corrobora este dato y estima dicha distancia entre 3900 y 4500 pársecs.
El radio aproximado de este resto de supernova es de 40 pársecs y tiene una edad estimada en torno a los 200 000 años.